# Brazilië op het wereldkampioenschap voetbal 2006
Brazilië zal tijdens het Wereldkampioenschap voetbal 2006 voor de 18e keer in de historie deelnemen. Ze zijn daarmee het enige land dat op alle gehouden eindtoernooien van het Wereldkampioenschap voetbal aanwezig was. Van de zeventien voorgaande toernooien won Brazilië er vijf (1958, 1962, 1970, 1994 en 2002), en eindigde het twee keer op de tweede plaats (1950 en 1998).

## Kwalificatie
Voor het WK van 2006 was het gebruikelijk dat de titelverdediger van het vorige WK zich automatisch had gekwalificeerd voor de volgende editie. Zodoende hoefde dat land nooit deel te nemen aan de zware kwalificatietoernooien die aan de WK voorafgaan. In de aanloop naar het WK 2006, werd voor het eerst van dit systeem afgeweken en diende Brazilië zich derhalve wel te kwalificeren.
Als lid van de CONMEBOL die bestaat uit 10 ingeschreven nationale voetbalelftallen speelde Brazilië in een gehele competitie waarin alle landen deelnamen. Ieder land ontmoette elkaar in zowel een thuis- als een uitwedstrijd. De top vier zou zich rechtstreeks kwalificeren, terwijl de nummer vijf het zou mogen opnemen tegen de winnaar van het kwalificatietoernooi van de OFC.
Brazilië kwalificeerde zich met meer gemak dan dat dat in de voorgaande edities het geval was. Voor het Wereldkampioenschap voetbal 1994 kwalificeerden ze zich pas na afloop van de laatste wedstrijd, terwijl men het tijdens de kwalificatie voor het Wereldkampioenschap voetbal 2002 het moest doen met vier verschillende bondscoaches en waar uitschakeling nabij was. Met negen overwinningen, zeven gelijke spelen en slechts twee nederlagen werd Brazilië dit keer groepswinnaar en kwalificeerde het zich zonder problemen.

## Wedstrijden op het Wereldkampioenschap

Braziliaans WK-shirt

### Wedstrijden
| 7 september, 2003  | Colombia   | 1 – 2 | Brazilië   |
| 10 september, 2003 | Brazilië   | 1 – 0 | Ecuador    |
| 16 november, 2003  | Peru       | 1 – 1 | Brazilië   |
| 19 november, 2003  | Brazilië   | 3 – 3 | Uruguay    |
| 31 maart, 2004     | Paraguay   | 0 – 0 | Brazilië   |
| 3 juni, 2004       | Brazilië   | 3 – 1 | Argentinië |
| 6 juni, 2004       | Chili      | 1 – 1 | Brazilië   |
| 5 september, 2004  | Brazilië   | 3 – 1 | Bolivia    |
| 9 oktober, 2004    | Venezuela  | 2 – 5 | Brazilië   |
| 13 oktober, 2004   | Brazilië   | 0 – 0 | Colombia   |
| 17 november, 2004  | Ecuador    | 1 – 0 | Brazilië   |
| 27 maart, 2005     | Brazilië   | 0 – 0 | Peru       |
| 30 maart, 2005     | Uruguay    | 1 – 1 | Brazilië   |
| 4 juni, 2005       | Brazilië   | 4 – 1 | Paraguay   |
| 7 juni, 2005       | Argentinië | 3 – 1 | Brazilië   |
| 3 september, 2005  | Brazilië   | 5 – 0 | Chili      |
| 8 oktober, 2005    | Bolivia    | 1 – 1 | Brazilië   |
| 11 oktober, 2005   | Brazilië   | 3 – 0 | Venezuela  |

### Eindstand
| Land       | Wed | Win | Gel | Ver | DV | DT | +/- | Pnt |
| ---------- | --- | --- | --- | --- | -- | -- | --- | --- |
| Brazilië   | 18  | 9   | 7   | 2   | 35 | 17 | +18 | 34  |
| Argentinië | 18  | 10  | 4   | 4   | 29 | 17 | +12 | 34  |
| Ecuador    | 18  | 8   | 4   | 6   | 23 | 19 | +4  | 28  |
| Paraguay   | 18  | 8   | 4   | 6   | 23 | 23 | 0   | 28  |
| Uruguay    | 18  | 6   | 7   | 5   | 23 | 28 | –5  | 25  |
| Colombia   | 18  | 6   | 6   | 6   | 24 | 16 | +8  | 24  |
| Chili      | 18  | 5   | 7   | 6   | 18 | 22 | –4  | 22  |
| Venezuela  | 18  | 5   | 3   | 10  | 20 | 28 | –8  | 18  |
| Peru       | 18  | 4   | 6   | 8   | 20 | 28 | –8  | 18  |
| Bolivia    | 18  | 4   | 2   | 12  | 20 | 37 | –17 | 14  |

## Groep F
Voor velen was titelverdediger Brazilië opnieuw de favoriet, het herbergde vier van de beste voetballers allen spelend voor grote clubs: Adriano (Inter Milan), middenvelder Kaká (AC Milan), topscorer Ronaldo (Real Madrid) en vooral Ronaldinho (FC Barcelona) die met zijn wervelende acties verantwoordelijk was voor de Champions League winst. Heel Berlijn keek verwachtingsvol uit naar de eerste wedstrijd tegen Kroatië, maar de wedstrijd was bleekjes en alleen een sterk moment van Kaká was genoeg voor de winst. Ook de wedstrijd tegen Australië viel voor de liefhebbers van samba-voetbal tegen, Australië kreeg na de 1-0 van Adriano genoeg kansen, maar het werd uiteindelijk 2-0 door invaller Fred. Brazilië was al geplaatst, in de laatste wedstrijd tegen Japan maakte een veredeld B-team een veel frisser indruk, het won met 4-1 en de in de eerste wedstrijden zwaar tegenvallende Ronaldo scoorde twee doelpunten en was nu met Gerd Müller topscorer aller tijden.
Japan, Kroatië en Australië streden om de tweede plaats, Japan kwam tegen Australië op een 1-0 voorsprong door een doelpunt van de bij
Celtic spelende Shunsuke Nakuruma na verkeerd inlopen van de Australische doelman Mark Schwarzer en stond vijf minuten voor tijd nog steeds voor. De Nederlandse bondscoach Guus Hiddink, die eerder wonderen verrichtte op het vorige WK bij Zuid-Korea bracht Tim Cahill en John Aloisi in, zij zorgden voor drie doelpunten in vijf minuten tijd. Het waren de eerste doelpunten en de eerste zege van Australië op een WK. Japan tegen Kroatië was doelpuntloos, mede omdat de Kroaat Darijo Srna een strafschop miste.
In het beslissende duel tegen Kroatië zou Australië genoeg hebben aan een gelijkspel. Al vroeg in de wedstrijd kwam Kroatië voor door een vrije trap van Srna, na een overduidelijke handsbal kreeg Australië een strafschop die de gelijkmaker opleverde. Hiddink had voor de wedstrijd doelman Schwarzer gepasseerd ten gunste van ex-Roda JC doelman Željko Kalac, dat was geen gelukkige keuze, want hij blunderde opzichtig bij het tweede doelpunt. De Australiërs hadden echter een geweldige fighting spirit en kwamen in de 77e minuut op gelijke hoogte na een doelpunt van Harry Kewell. Australië had zich geplaatst voor de achtste finales en Hiddink had opnieuw een huzarenstukje afgeleverd. In de slotfase kreeg de Kroaat Josip Šimunić zijn tweede gele kaart, scheidsrechter Graham Poll vergat hem uit het veld te sturen en later stuurde Poll hem toch uit het veld na een derde gele kaart. Poll besluit na deze opmerkelijke blunder zijn loopbaan te beëindigen.
| Land      | Wed | Win | Gel | Ver | DV | DT | +/− | Pnt |
| --------- | --- | --- | --- | --- | -- | -- | --- | --- |
| Brazilië  | 3   | 3   | 0   | 0   | 7  | 1  | 6   | 9   |
| Australië | 3   | 1   | 1   | 1   | 5  | 5  | 0   | 4   |
| Kroatië   | 3   | 0   | 2   | 1   | 2  | 3  | –1  | 2   |
| Japan     | 3   | 0   | 1   | 2   | 2  | 7  | –5  | 1   |

|                                               |                              |       |              |                                                                                             |
| 12 juni 2006 «onderlinge duels» 15:00 (UTC+2) | Australië                    | 3 – 1 | Japan        | Fritz-Walter-Stadion, Kaiserslautern Toeschouwers: 46.000 Scheidsrechter: Esam Abd El Fatah |
| 12 juni 2006 «onderlinge duels» 15:00 (UTC+2) | Cahill 84', 89' Aloisi 90+2' |       | 26' Nakamura | Fritz-Walter-Stadion, Kaiserslautern Toeschouwers: 46.000 Scheidsrechter: Esam Abd El Fatah |

|                                               |          |       |         |                                                                               |
| 13 juni 2006 «onderlinge duels» 21:00 (UTC+2) | Brazilië | 1 – 0 | Kroatië | Olympiastadion, Berlijn Toeschouwers: 72.000 Scheidsrechter: Benito Archundia |
| 13 juni 2006 «onderlinge duels» 21:00 (UTC+2) | Kaká 44' |       |         | Olympiastadion, Berlijn Toeschouwers: 72.000 Scheidsrechter: Benito Archundia |

|                                               |         |       |       |                                                                                        |
| 18 juni 2006 «onderlinge duels» 15:00 (UTC+2) | Kroatië | 0 – 0 | Japan | easyCredit-Stadion, Neurenberg Toeschouwers: 41.000 Scheidsrechter: Frank De Bleeckere |
| 18 juni 2006 «onderlinge duels» 15:00 (UTC+2) |         |       |       | easyCredit-Stadion, Neurenberg Toeschouwers: 41.000 Scheidsrechter: Frank De Bleeckere |

|                                               |                      |       |           |                                                                         |
| 18 juni 2006 «onderlinge duels» 18:00 (UTC+2) | Brazilië             | 2 – 0 | Australië | Allianz Arena, München Toeschouwers: 66.000 Scheidsrechter: Markus Merk |
| 18 juni 2006 «onderlinge duels» 18:00 (UTC+2) | Adriano 49' Fred 90' |       |           | Allianz Arena, München Toeschouwers: 66.000 Scheidsrechter: Markus Merk |

|                                               |            |       |                                             |                                                                              |
| 22 juni 2006 «onderlinge duels» 21:00 (UTC+2) | Japan      | 1 – 4 | Brazilië                                    | Signal Iduna Park, Dortmund Toeschouwers: 65.000 Scheidsrechter: Éric Poulat |
| 22 juni 2006 «onderlinge duels» 21:00 (UTC+2) | Tamada 34' |       | 45+1', 81' Ronaldo 53' Juninho 59' Gilberto | Signal Iduna Park, Dortmund Toeschouwers: 65.000 Scheidsrechter: Éric Poulat |

|                                               |                      |       |                             |                                                                                 |
| 22 juni 2006 «onderlinge duels» 21:00 (UTC+2) | Kroatië              | 2 – 2 | Australië                   | Mercedes-Benz Arena, Stuttgart Toeschouwers: 52.000 Scheidsrechter: Graham Poll |
| 22 juni 2006 «onderlinge duels» 21:00 (UTC+2) | Srna 2' N. Kovač 56' |       | 38' (pen.) Moore 79' Kewell | Mercedes-Benz Arena, Stuttgart Toeschouwers: 52.000 Scheidsrechter: Graham Poll |

### Achtste finale
27 juni 2006
| Brazilië | 3 - 0 | Ghana | Signal Iduna Park, Dortmund |

### Kwartfinale
1 juli 2006
| Brazilië | 0 - 1 | Frankrijk | Commerzbank-Arena, Frankfurt |

## Wedstrijden gedetailleerd
WK voetbal 2006 (Groep F) Brazilië - Kroatië
WK voetbal 2006 (Groep F) Brazilië - Australië
WK voetbal 2006 (Groep F) Japan - Brazilië
WK voetbal 2006 (1/8e finale) Brazilië - Ghana
WK voetbal 2006 (kwartfinale) Brazilië - Frankrijk